# Hypocrita
Hypocrita är ett släkte av fjärilar. Hypocrita ingår i familjen björnspinnare.

## Bildgalleri

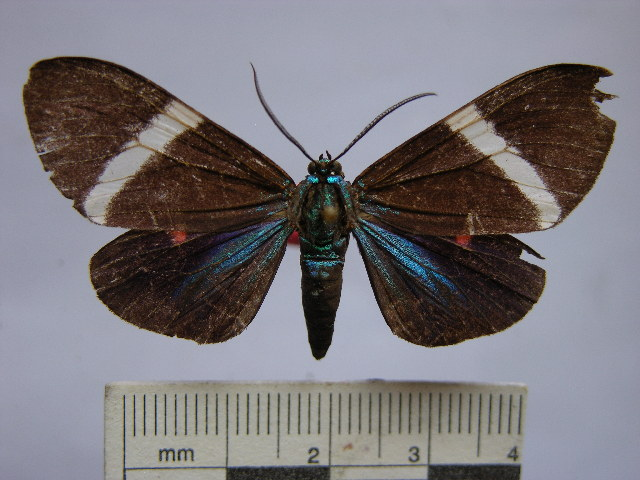
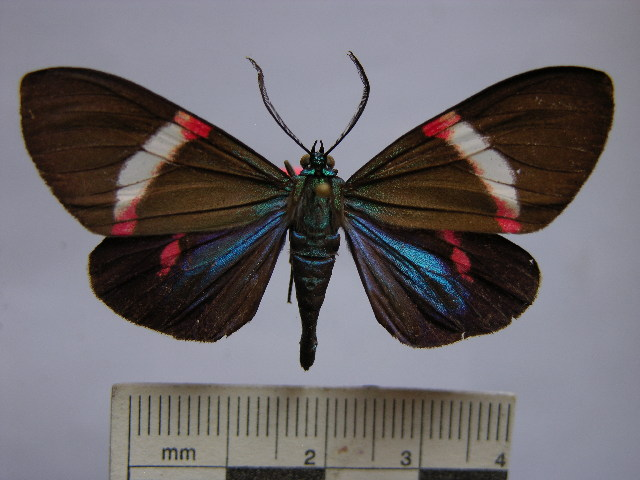
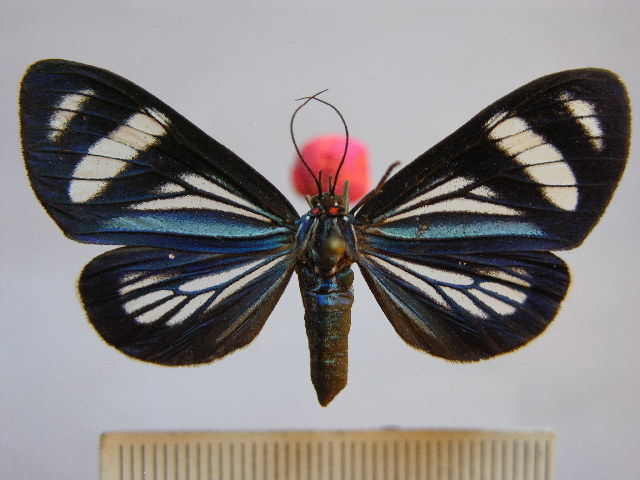
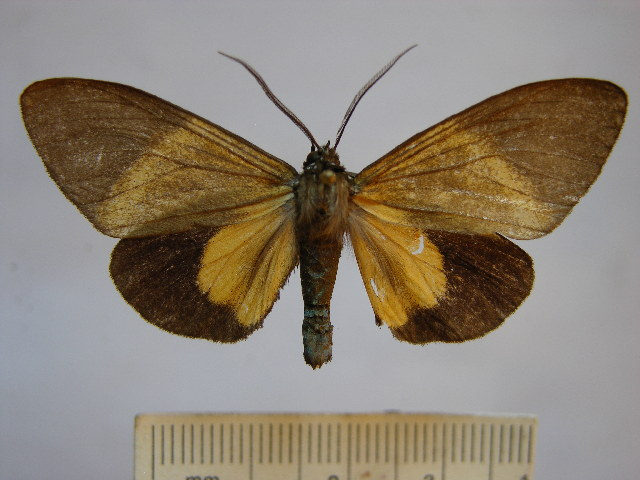
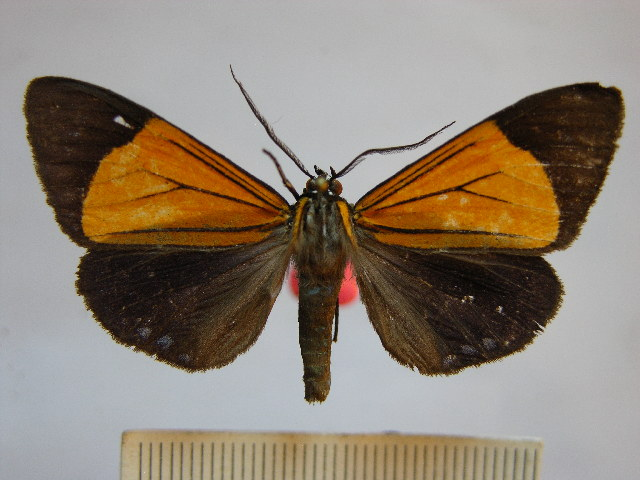
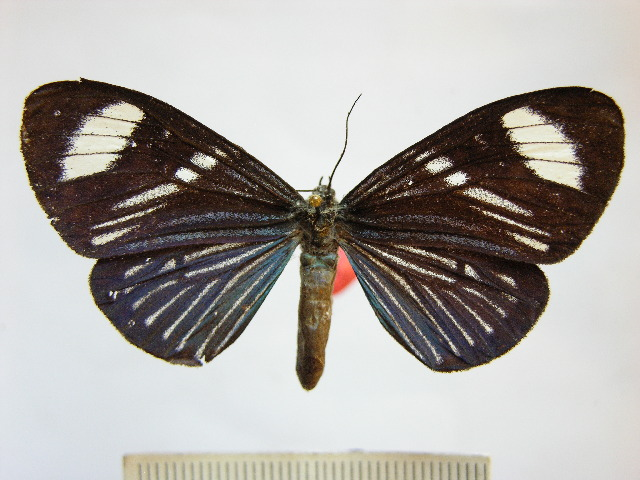

## Dottertaxa tillHypocrita, i alfabetisk ordning[1]
- Hypocrita albimacula
- Hypocrita aletta
- Hypocrita ambigua
- Hypocrita anacharsis
- Hypocrita arcaei
- Hypocrita bicolor
- Hypocrita bicolora
- Hypocrita bicolorata
- Hypocrita bleuzeni
- Hypocrita caeruleomaculata
- Hypocrita caladon
- Hypocrita calida
- Hypocrita celina
- Hypocrita chalybea
- Hypocrita confluens
- Hypocrita crocota
- Hypocrita dejanira
- Hypocrita diana
- Hypocrita dichroa
- Hypocrita drucei
- Hypocrita egaënsis
- Hypocrita escuintla
- Hypocrita esquirilla
- Hypocrita eulalia
- Hypocrita euploeodes
- Hypocrita euploeoides
- Hypocrita excellens
- Hypocrita glauca
- Hypocrita glaucans
- Hypocrita hermaea
- Hypocrita herrona
- Hypocrita horaeoides
- Hypocrita hystaspes
- Hypocrita joiceyi
- Hypocrita jucunda
- Hypocrita meres
- Hypocrita mimica
- Hypocrita mirabilis
- Hypocrita phanoptoides
- Hypocrita plagifera
- Hypocrita pylotes
- Hypocrita pylotis
- Hypocrita pylotoides
- Hypocrita reedia
- Hypocrita rhaetia
- Hypocrita rhamses
- Hypocrita rhea
- Hypocrita rubrifascia
- Hypocrita rubrimaculata
- Hypocrita simulata
- Hypocrita speciosa
- Hypocrita strigifera
- Hypocrita temperata
- Hypocrita toulgoetae
- Hypocrita turbida
- Hypocrita uranicola
- Hypocrita uranigera
- Hypocrita variabilis
- Hypocrita venosa